# Ang Probinsyano
Ang Probinsyano é uma telenovela filipina produzida e exibida pela ABS-CBN de 28 de setembro de 2015 a 12 de agosto de 2022, estrelado por Coco Martin.

## Enredo
Siga a viagem de gêmeos Ador e Cardo (ambos interpretados por Coco Martin), que estavam separados um do outro por razões financeiras, mesmo quando eles seguiram o caminho de serem policiais.

## Elenco

### Elenco principal
- Coco Martin como Ricardo "Cardo" Dalisay / Dominador "Ador" de Leon
- Susan Roces como Flora "Lola Kap" Borja-de Leon
- Maja Salvador como Glenda "Glen" Corpuz
- Bela Padilla como Carmen Guzman-de Leon
- Arjo Atayde como Joaquin S. Tuazon
- Albert Martinez como Tomas "Papa Toms" Tuazon
- Agot Isidro como Verna Syquia-Tuazon
- Jaime Fabregas como Delfin S. Borja

### Elenco de apoio
- Simon Ezekiel Pineda como Honorio "Onyok" Amaba
- Lei Andrei Navarro como Dominador "Junior" de Leon, Jr.
- McNeal "Awra" Briguela como Macario "Makmak" Samonte, Jr.
- Yassi Pressman como Alyana Arevalo
- Alessandra de Rossi como Magnolia "Maggie" Reyes
- Joey Marquez como Nanding Corpuz
- Malou de Guzman como Lolit Fajardo-Corpuz
- Dennis Padilla como Edgar Guzman
- Ana Roces como Leonora "Nora" Montano-Guzman
- Tonton Gutierrez como Pablo Borja de Leon
- Joel Torre como Teodoro "Teddy" Arevalo
- Shamaine Buencamino como Virginia "Virgie" Arevalo
- John Prats[2] como Jerome Girona, Jr.
- Malou Crisologo como Yolanda "Yolly" Capuyao-Santos
- Pepe Herrera como Benjamin "Benny" Dimaapi
- Marvin Yap como Elmo Santos
- Daniel Fernando como Agustin Reyes
- Beverly Salviejo como Yaya Cita
- Eda Nolan como Brenda Corpuz
- Ping Medina como Diego Sahagun
- Belle Mariano como Rachel Tuazon
- Brace Arquiza como Ryan Guzman
- Art Acuña como Roy Carreon
- John Medina como Avel "Billy" M. Guzman
- Lester Llansang como Mark Vargas
- Michael Roy Jornales como Francisco "Chikoy" Rivera
- Marc Acueza como Dino Robles
- Rino Marco como Gregorio "Greg" Sebastian
- Mhyco Aquino como Lorenz Gabriel
- Marc Solis como Rigor Soriano
- Mccoy de Leon como JP Arevalo
- Elisse Joson como Lorraine Pedrosa
- Benj Manalo como Pinggoy
- Lander Vera Perez como chefe de Teddy
- Daisy Reyes como Belen Girona
- Tart Carlos como Jaylu Burton
- Kiray Celis como Mitch
- Victor Silayan como Robert
- Xia Vigor como Keana Burton

### Participações especiais
- Eddie Garcia as Don Emilio Syquia
- Anne Curtis as Katrina "Trina" Noble Trinidad
- Christopher de Leon as Michael "Mike" Alonzo